# Bathypora bicolor
Bathypora bicolor is een mosdiertjessoort uit de familie van de Electridae. De wetenschappelijke naam van de soort is voor het eerst geldig gepubliceerd in 1881 door Hincks.